# 埃马斯
埃马斯是巴西帕拉伊巴州的一个市镇。总面积240.898平方公里，总人口3011人，人口密度12.5人/平方公里。